# Enceladus Life Finder

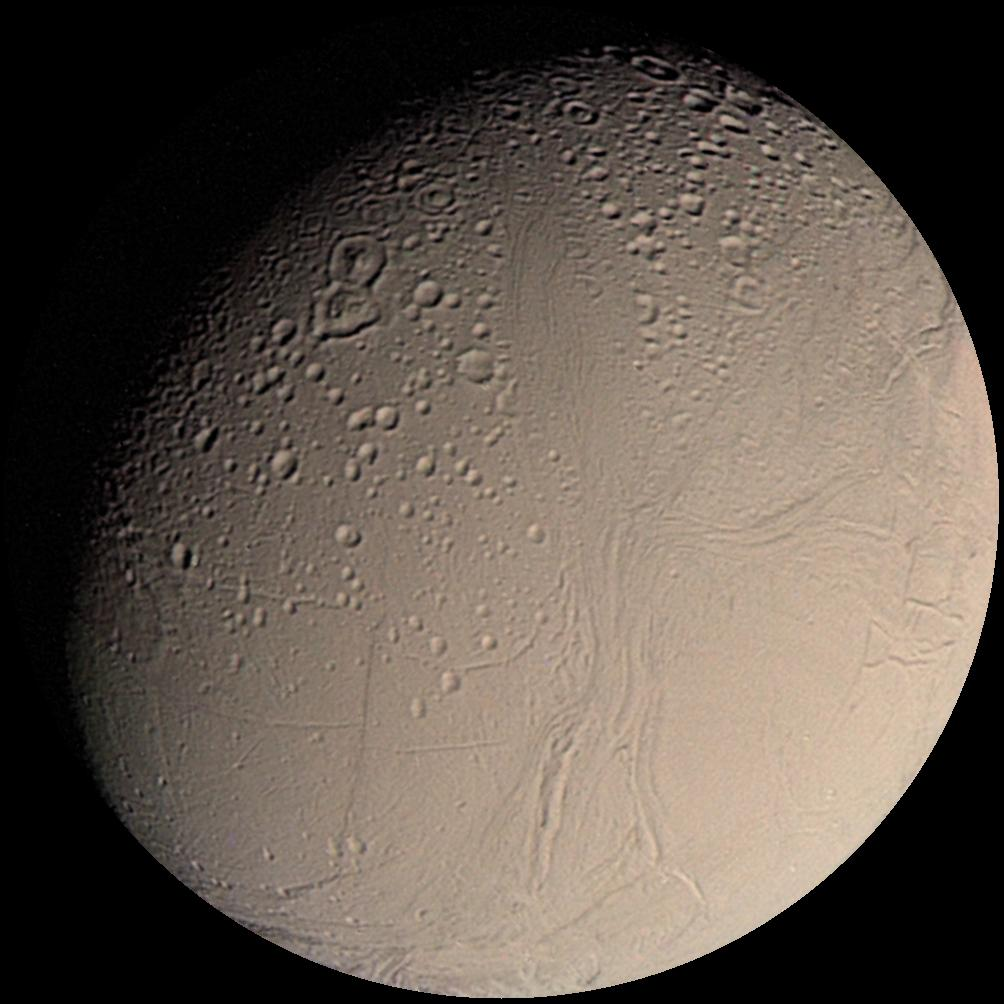
Vue Voyager 2 d'Encelade en 1981: rainures verticales de Samarkand Sulci (en bas au centre); Cratères Ali Baba et Aladdin (en haut à gauche)

Enceladus Life Finder (ELF) est un concept de mission d'exobiologie de la NASA destiné à évaluer l'habitabilité de l'océan aquatique intérieur d'Encelade, la sixième plus grande lune de Saturne,. En effet, celle-ci serait chimiquement similaire aux comètes et est une candidate pour l'existence de vie extraterrestre. La sonde spatiale serait en orbite autour de Saturne et volerait plusieurs fois à travers les panaches des geysers d'Encelade. Elle serait alimentée par l'énergie fournie par des panneaux solaires.

## Aperçu

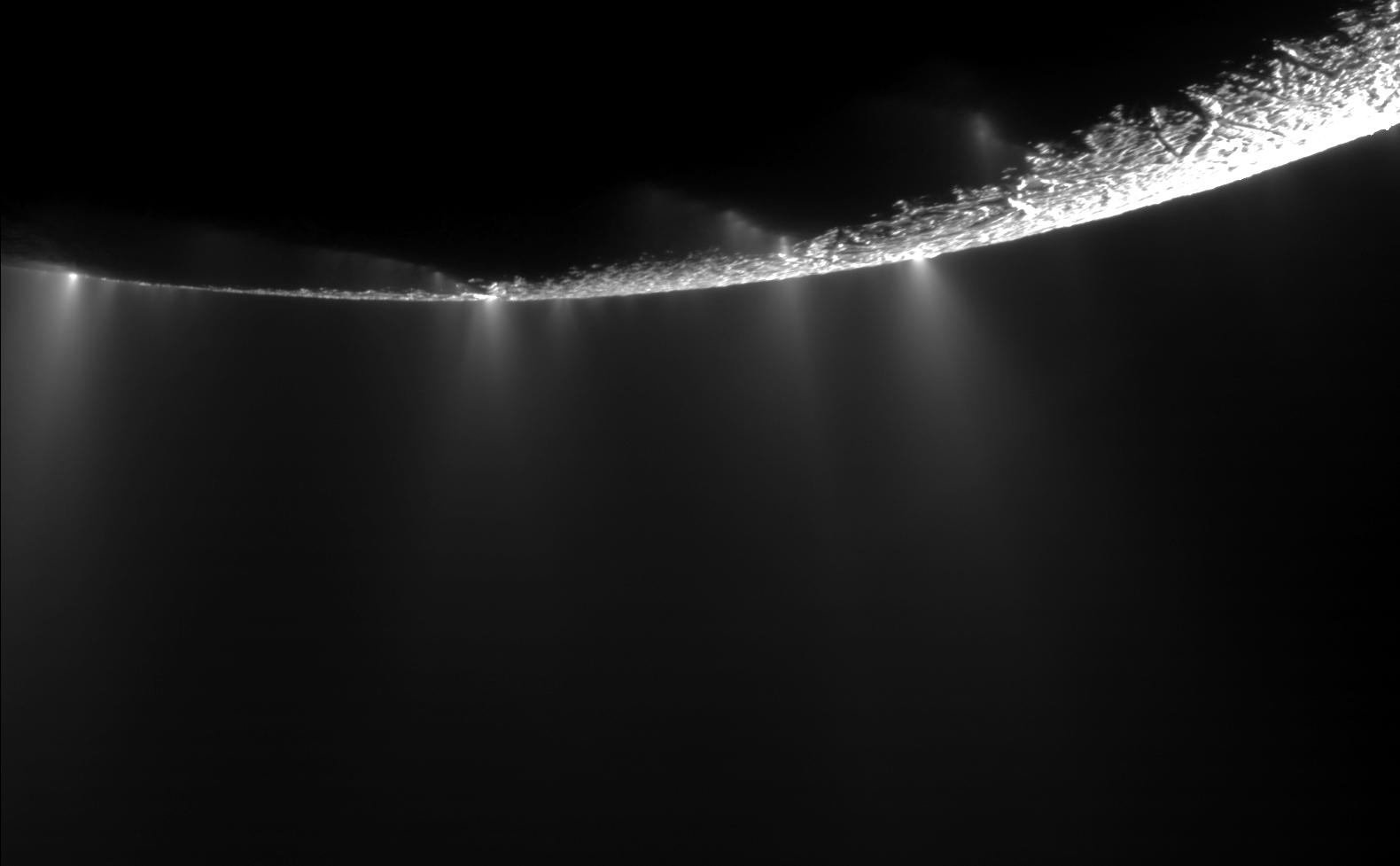
Pôle sud d'Encelade où des geysers pulvérisent de l'eau à partir des rayures de tigre.

La mission Enceladus Life Finder est proposée pour la première fois en 2015 dans le cadre du programme Discovery, puis en mai 2017 pour le programme New Frontiers de la NASA,,. Elle n'est finalement pas retenue.
Si elle est sélectionnée à une autre occasion future, la mission ELF rechercherait des biosignature et des biomolécules dans les geysers d'Encelade. Les geysers au sud de la planète projettent de l'eau, des sels et molécules organiques à des dizaines de kilomètres au-dessus de la surface de la lune depuis un océan souterrain. L'hypothèse est que l'eau est réchauffée par un phénomène similaire à celui au fond des océans de la Terre. Les instruments d'ELF mesureraient les acides aminés (éléments constitutifs des protéines), analyseraient les acides gras et détermineraient si le méthane CH4 trouvé dans les panaches aurait pu être produit par des organismes vivants.
En 2008, l'orbiteur Cassini passe à travers un panache et analyse le contenu des geysers avec son spectromètre de masse. Il y détecte des composés organiques simples, notamment du méthane CH4, du monoxyde de carbone CO, du dioxyde de carbone CO2, de l'azote et des composés organiques complexes. Cassini détecte également du sodium et du potassium à une concentration impliquant un océan liquide salé. Cependant, Cassini ne dispose alors pas de l'équipement avec la sensibilité requise pour des analyses directes.

### Concept de mission

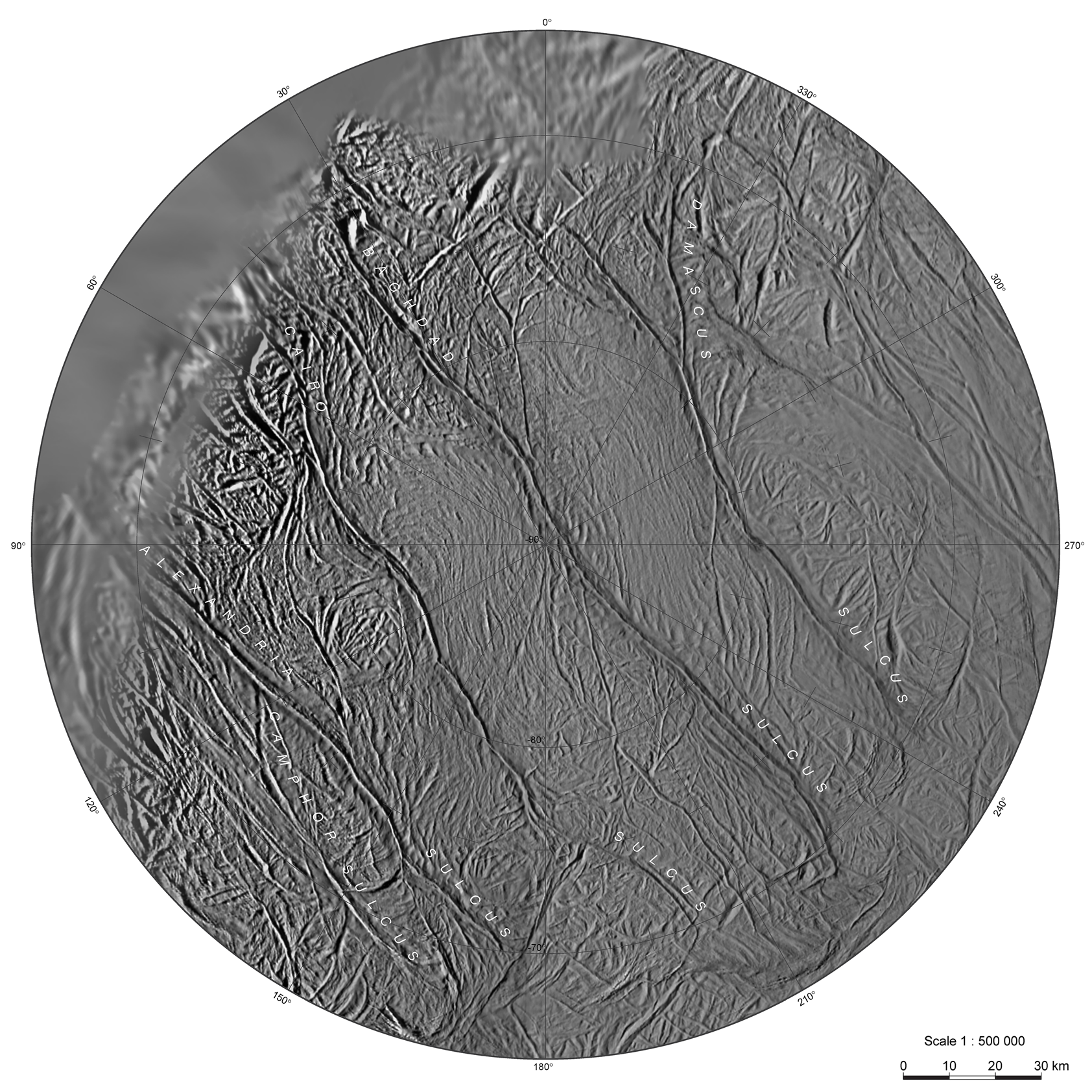
Carte composite de la région polaire sud d'Encelade montrant des fissures appelées rayures de tigre où se trouvent les geysers.

La mission Enceladus Life Finder (ELF) poursuivrait les découvertes de 2005 sur les geysers et sur l'existence d'un océan à l'intérieur d'Encelade. Le concept de la mission permettrait à l'orbiteur ELF d'orbiter 8 à 10 fois sur une période de 3 ans à travers des panaches d'eau lancés au-dessus du pôle sud d'Encelade. Les geysers pourraient constituer un accès facile permettant d'échantillonner l'océan souterrain de la lune et de détecter une potentielle vie microbienne. Le chercheur principal est Jonathan Lunine de l'Université Cornell à Ithaca, New York.

### Objectifs
Les objectifs de la mission découlent directement de l'enquête décennale : premièrement, déterminer les sources primordiales de composés organiques et les sites de synthèse organique ; et deuxièmement, déterminer s'il existe actuellement des habitats sur Encelade où la vie pourrait exister aujourd'hui, voire si la vie y existe. Pour atteindre ces objectifs, la mission ELF a trois objectifs : 
1. Mesurer l'abondance d'un ensemble soigneusement sélectionné d'espèces neutres, dont certaines sont détectées par Cassini, afin de vérifier si les matières organiques et volatiles provenant d'Encelade sont thermiquement modifiées au fil du temps.
2. Déterminer les détails de l'environnement marin intérieur — pH, état d'oxydation, énergie chimique disponible et température — qui permettent de caractériser l'intérieur et son habitabilité.
3. Rechercher des indicateurs selon lesquelles les composés organiques détectés sont le résultat de processus biologiques à travers trois types indépendants de mesures chimiques qui sont largement reconnus comme un diagnostic de la vie.

## Charge utile

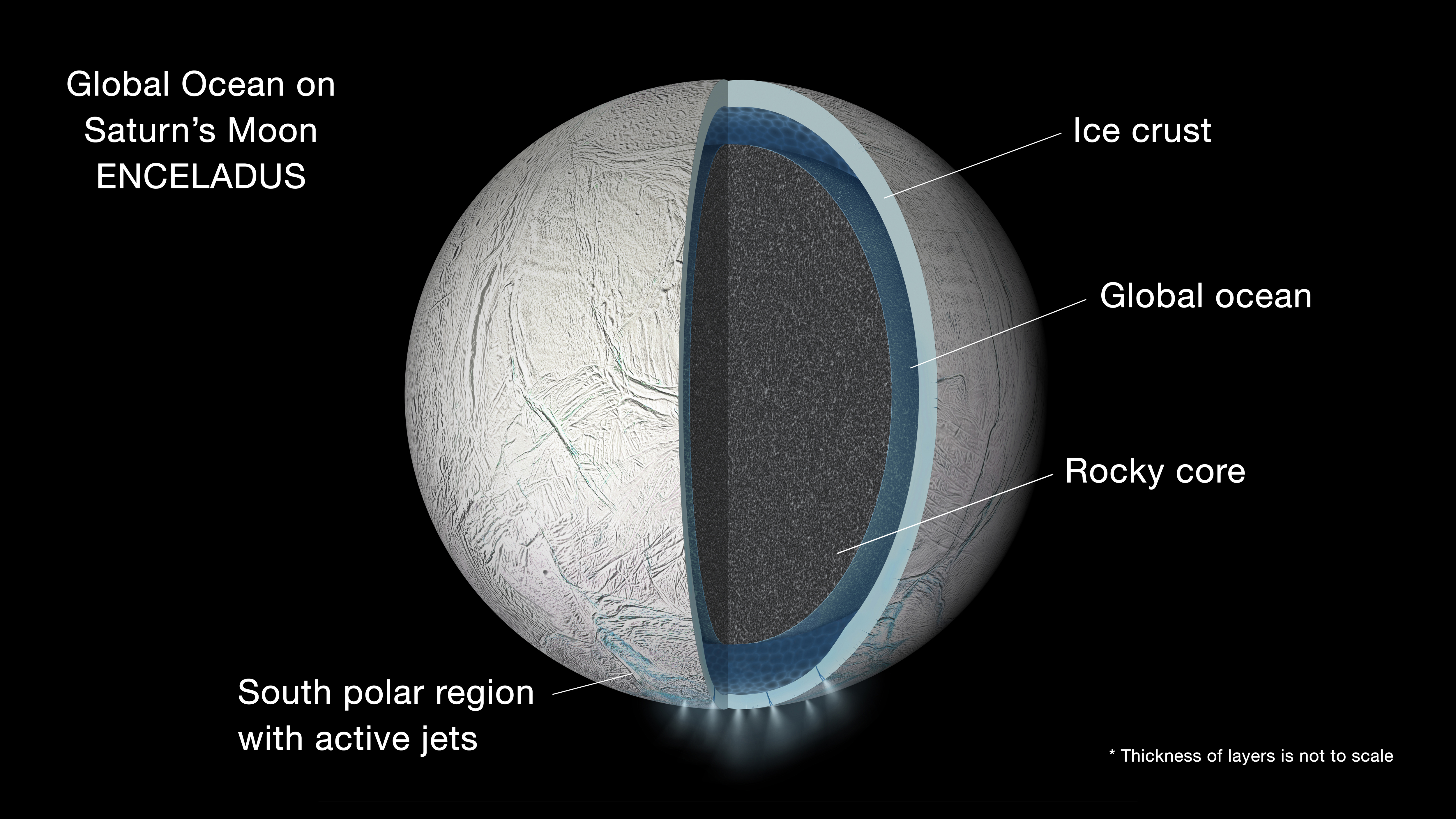
Vue d'artiste d'une possible activité hydrothermale sur Encelade.

L'engin spatial ELF utiliserait deux spectromètres de masse pour évaluer l'habitabilité de l'environnement océanique intérieur. La charge utile est constituée du MASPEX et de l'ENIJA, optimisés pour analyser respectivement les gaz et les particules.
La sonde Cassini a détecté de petites particules de silice, normalement formées à 90° C ou plus, en provenance d'Encelade. La taille et la composition des particules suggèrent qu'elles proviennent d'une activité hydrothermale actuelle, constituant un habitat privilégié pour la vie,,,,.
Les instruments d'ELF effectueraient trois types de tests afin de minimiser l'ambiguïté impliquée dans la détection de la vie,. Le premier chercherait une distribution caractéristique des acides aminés. Le deuxième déterminerait si la distribution du nombre de carbone dans les acides gras ou les terpénoïdes est biaisée vers une règle particulière (paire, impaire ou divisible par un petit entier). Le troisième mesurerait les abondances naturelles de carbone et d'hydrogène, ainsi que l'abondance du méthane par rapport aux autres alcanes, pour évaluer si les valeurs se situent dans la plage des processus biologiques.